# Nardjes Terkmane
Nardjes Terkmane, née le 4 octobre 1995, est une gymnaste artistique algérienne.

## Carrière
Nardjess Terkmane est médaillée de bronze par équipes ainsi qu'à la poutre aux Jeux africains de 2007 à Alger.
Aux Championnats d'Afrique de gymnastique artistique 2010 à Walvis Bay, elle dispute les épreuves juniors, terminant  quatrième à la poutre, cinquième aux barres asymétriques et au sol et sixième au saut de cheval.
Elle dispute ensuite les Jeux olympiques de la jeunesse de 2010 à Singapour, terminant dernière sur 42 participantes du concours général.